# Сторожова застава (фільм)
«Сторожова́ заста́ва» — український пригодницький фільм-фентезі, знятий Юрієм Ковальовим за мотивами однойменного роману Володимира Рутківського.
Фільм розповідає про сучасного школяра Вітька, який через загадковий портал часу потрапляє у минуле — на тисячу років назад. Там воїни — майбутні витязі охороняють заставу, здолати яку прагнуть половці, і допомога Вітька виявляється дуже слушною.
Стрічка вийшла в широкий український прокат 12 жовтня 2017 року.

## Сюжет
Школяреві Вітьку сниться аварія, що сталася в дитинстві, через яку він боїться висоти. Прокинувшись, він вирушає з другом Вовчиком у гори, щоб спостерігати сонячне затемнення. Тим часом у минулому шаман половецької орди просить духів привести того, хто дасть велику силу хану Андаку, щоб підкорити Русь і весь світ. Коли школярі перетинають підвісний міст, Вітько лякається і, осоромлений, тікає. Вовчик розшукує і знаходить його, але в цей час стається затемнення і землетрус. Вовчик зависає на краю урвища, Вітько не може подолати страх висоти, щоб допомогти другові, і в цю мить у скелі позад нього відкривається портал, що переносить його в минуле.
Вітько застає давньоруського воїна Олешка за бійкою з половцями. Половці майже перемагають, але Вітько, впавши, випадково вмикає сирену свого мегафона. Поки половці спантеличені, Олешко хапає юнака й доставляє його до сторожової застави русичів. Половецький шаман відчуває, що прибулець із майбутнього той, на кого він чекав. Він бачить знак у вигляді дракона, за яким можна впізнати обраного. Вітька ув'язнюють у сторожовій заставі, думаючи, що він половецький шпигун. Жителі застави піддають Вітька випробуванню, лишивши на болоті, в якому живе загадкова сила на ім'я Велес. Юнак лишається живим, дівчина Оленка та Олешко бачать, що той не має злих намірів, і приводять його до старійшини, діда Овсія. Вислухавши прибульця, Овсій радить розшукати волхвів, але вони, за чутками, приймають тільки тих, хто вправний зі зброєю. Вітько вмовляє Олешка навчити його битися мечем, стріляти з лука та їздити верхи в обмін на мегафон. Хоча спочатку йому нічого не вдається, але Вітько не здається. Також він розуміє, що Олешко й старші богатирі Ілько й Добриня — це відомі з казок і билин Олешко Попович, Ілля Муромець і Добриня Микитич. Вітько дивує навколишніх винаходами з майбутнього та навчає Олешка молодіжному сленгу своєї епохи. Олешко користується речами Вітька, щоб домогтися прихильності своєї коханої Росанки.
Проживши якийсь час на заставі, Вітько здружується з Оленкою. Вони вирушають на пошуки волхва, котрий насилає видіння та дає туманні вказівки. Повернутися у свій час можна під час сонячного затемнення, але є й інший спосіб — з допомогою чарівного Каменя Перуна. Оленка допомагає Вітькові розгадати, що означають слова «де безкрилі гніздяться» і вдвох вони вирушають до села Лелече. Там юнак здогадується значення слів «приборкати вітер», зробивши парашут, який відлітає до місця, в якому схований Камінь. Однак Камінь Перуна не має сили, тому Овсій радить дочекатися, коли в нього вдарить блискавка. Оленка розповідає легенду про Камінне Серце, сховане в лісі. Хто знайде його — відшукає своє кохання або поверне втрачене. Вітько зізнається, що не вірив у легенди, проте тепер вірить. Юнак дізнається, що дід Овсій — винахідник, який мріє аби люди вміли літати. Він навчає старійшину як сконструювати дельтаплан. Боячись, що Камінь вкрадуть, Овсій переконує Вітька піднятися з ним на скелю-оберіг у центрі застави та сховати чарівний предмет там. Старійшина підбадьорює його словами про те, що Вітько ніколи не є один, а з ним духовно його друзі, де б вони не були. Юнак підіймається на скелю, де позбувається страху висоти. Половці ж розшукують Камінь Перуна, дорогою спаливши Лелече.
Починається злива і град. Вітько захищає від негоди полоненого половця Тугарина, потворного, проте чесного, брата хана. Удар блискавки скидає Камінь Перуна зі скелі, Тугарин забирає його та тікає до своїх. Шаман не може скористатися Каменем, бо це під силу лише тому, хто його знайшов. Хан Андак наказує схопити й привести обраного. Половці смертельно ранять Овсія та забирають Оленку, думаючи, що вона обрана, позаяк Вітько віддав їй свою куртку зі знаком дракона. Вітько йде самотужки визволяти Оленку.
Вітько здається половцям, хан обіцяє лишити його та Оленку живими, якщо Вітько наповнить силою Камінь Перуна. Той запалює феєрверки, що лякає військо. Користуючись панікою, вони з Оленкою тікають, однак Андак наздоганяє їх. Вітько усвідомлює, що Камінь наповнює сила любові. Коли він і Оленка торкаються Каменя, він починає світитися. Хан формально дотримується слова: він не вбиває полонених, але наказує стратити їх своєму ненависному братові. Пам'ятаючи доброту Вітька, Тугарин відпускає їх і невдовзі гине від руки брата, який не пробачив Тугарину, що він відпустив бранців.
Шаман користується Каменем Перуна, щоб створити кам'яного ґолема, котрого разом з ордою спрямовує на заставу. Руські воїни ненадовго спиняють ґолема, обстрілявши з винайдених Овсієм катапульт. Саме тоді починається сонячне затемнення, а отже настає шанс повернутися в майбутнє. Олешко заманює ґолема в річку, де той тоне. Вітько поспішає до порталу, де чує, що ґолем вибрався з води. Він здогадується, що зупинити істоту можна тільки відібравши в шамана Камінь. Вітько повертається, сідає в дельтаплан, а тим часом захисники застави під проводом Ілька й Добрині захищаються від половців. Вітько вибиває Камінь Перуна з рук шамана і кидає його у воду, внаслідок чого Камінь втрачає свої магічні властивості й ґолем розсипається. Хан хоче помститися йому, але на допомогу приходить Олешко та скидає Андака зі скелі.
Вітько поспішає до порталу, біля якого прощається з Олешком і Оленкою, пообіцявши їй повернутися. Він опиняється у своєму часі в ту ж мить, з якої зник. Тепер він не боїться висоти та рятує Вовчика і стає героєм в очах інших школярів.
Минає рік, Вітько розшукує відомості про минуле і в одній з подорожей знаходить, де лежить Камінне Серце. Торкнувшись його, він відчуває зв'язок крізь століття з Оленкою, яка також знайшла Серце.

## У ролях
У головних ролях взяли участь актори:
| Актор                 | Роль                                   |
| --------------------- | -------------------------------------- |
| Данило Каменський     | Вітько (школяр)                        |
| Єва Кошева            | Оленка (дівчина, онука Овсія)          |
| Роман Луцький         | Олешко (молодий руський богатир)       |
| Олег Волощенко        | Ілько (руський богатир)                |
| Олександр Комаров     | Добриня (руський богатир)              |
| Олег Михайлюта        | руський вояка                          |
| Георгій Дерев'янський | дід Овсій (старійшина, винахідник)     |
| Станіслава Красовська | Росанка (дівчина, кохана Олешка)       |
| Наталя Сумська        | Маланка (мати Росанки)                 |
| Єржан Нуримбет        | Андак (хан, лідер половців)            |
| Єрболат Тогузаков     | Шаман (чаклун половців)                |
| Іван Денисенко        | Тугарин (потворний молодший брат хана) |

Слід зазначити що хоча за сюжетом фільму персонажі Оленки (Єва Кошева) та Вітька (Данило Каменський) закохані один в одного, однак в житті актори на момент початку фільмування негативно ставилися одне до одного.

## Українськомовна та російськомовна локалізація

### Український дубляж (кінопрокатна та телевізійна версії)
Фільм знято українською, але у зв'язку з низькою якістю розмовної мови більшості акторів[джерело?], фільм було передубльовано українською іншими акторами. Одним з небагатьох головних акторів фільму, чию вимову не передублювали, став виконавець ролі Олешка Роман Луцький[джерело?].
| Актор-виконавець ролі | Роль                                   | Актор дубляжу       |
| --------------------- | -------------------------------------- | ------------------- |
| Данило Каменський     | Вітько (школяр)                        | В'ячеслав Хостікоєв |
| Єва Кошева            | Оленка (дівчина, онука Овсія)          | Єлизавета Зіновенко |
| Олег Волощенко        | Ілько (руський богатир)                | Борис Георгієвський |
| Олександр Комаров     | Добриня (руський богатир)              | Кирило Нікітенко    |
| Георгій Дерев'янський | дід Овсій (старійшина, винахідник)     | Василь Мазур        |
| Єржан Нуримбет        | Андак (хан, лідер половців)            | Дмитро Гаврилов     |
| Єрболат Тогузаков     | Шаман (чаклун половців)                | Євген Малуха        |
| Іван Денисенко        | Тугарин (потворний молодший брат хана) | Дмитро Гаврилов     |
| -                     | голос волхва                           | Олександр Ігнатуша  |
| -                     | голос оповідача                        | Андрій Мостренко    |

а також Максим Кондратюк, Андрій Гайдай, Костянтин Чернокрилюк, Євген Шекера, Вероніка Лук'яненко, Лілія Яценко, В'ячеслав Дудко, Андрій Соболєв, Сергій Лутюк, Володимир Канівець, Дмитро Сова, Катерина Башкіна-Зленко, Вікторія Кулініч, Аліна Проценко, Петро Сова, та Аліса Балан.

### Російський дубляж (кінопрокатна версія) та російське багатоголосе закадрове озвучення (телевізійна версія)
Для звичайної кінопрокатної версії для Росії та колишніх колоній Росії, де досі поширена російська мова, компанія-виробник Kinorob/Film.ua замовила російський дубляж фільму у студії «Postmodern Postproduction». Дубляж російською робили ті ж актори, що й дубляж українською плюс Роман Луцький, який був єдиним, кого не потрібно було передубльовувати українською в пост-продакшені.
Телевізійну 4-серійну розширену версію було озвучено студією «Так Треба Продакшн». 
Ролі озвучували: Юрій Гребельник, Дмитро Терещук, Кирило Татарченко, Наталя Задніпровська, Тетяна Руда.

## Виробництво

### Кошторис
Фільм «Сторожова застава» став переможцем п'ятого пітчинґу (презентації) для Держкіно у 2013 році. Загальний кошторис стрічки склав ₴40,3 млн грн, з них 45 % профінансувало Держкіно — ₴18,1 млн грн.

### Фільмування
«Сторожова застава» стала дебютною повнометражною роботою для режисера Юрія Ковальова. Однойменну книгу Володимира Рутківського адаптовано у сценарій київським дитячим письменником Сашком Дерманським та маріупольським кіносценаристом Ярославом Войцешеком.
Художник з костюмів Антоніна Белінська заявила, що на розробку ескізів їй знадобилось півтора місяця. «Була проведена колосальна робота з вивчення історичних джерел, було багато консультацій, як з істориками, так і з реконструкторами. Потім для посилення образу і характеру додавалися художні деталі, і вже на підставі всього цього створювалися костюми наших героїв», — додала Белінська.
Знімання фільму розпочалось у листопаді 2015 року і проходило в Карпатах на скелі Олекси Довбуша, на Житомирщині у Коростишівському кар'єрі та Тетерівському коші, на Київщині у місті Буча, на болотах та Лисій горі. Для знімань, на київській Троєщині, збудовано масштабні декорації самої Сторожової застави, а у натурному знімальному майданчику студії Film.ua відтворено половецький табір. Навесні 2016 року відбулося дознімання.
Для позитивних персонажів Вітька та Оленки, яких грали українські актори Данило Каменський та Єва Кошева, стрічка стала кінодебютом. Для негативних персонажів, яких грали казахські актори Єржан Нуримбет та Єрболат Тогузаков і які під час фільмування розмовляли казахською, репліки у пост-продакшені було передубльовано спеціально вигаданою неіснуючою мовою, щоб не образити казахських глядачів.
Постпродакшн, а також робота над CGI і VFX виконані українською студією Postmodern, яка використовувала також і субпідрядників розробників з Індії. Під час свого інтерв'ю уночі з 8 на 9 жовтня в телепрограмі Арґумент-кіно, режисер стрічки повідомив, що саме знімання тривало 58 днів.

### Саундтрек
Пісні для саундтреку фільму написала низка відомих українських музикантів. Зокрема, Фагот з гурту ТНМК виконав пісню «Мантра», а акапельний гурт Пікардійська терція виконав пісню «Наша земля».

## Реліз

### Кінопрокат

#### Міжнародний кінопрокат
У лютому 2015 року на Європейському кіноринку Берлінського міжнародного кінофестивалю права на прокат фільму було продано у Францію. У березні 2016 року на Гонконзькому кіно- і телеринку права на показ фільму було продано дистриб'юторам на територію Індії, В'єтнаму і Малайзії. 19 грудня 2017 року стало відомо, що компанія «Star-D Productions» придбала права на показ у всіх форматах (VOD, кінопрокат, тебебачення) на повнометражну та серіальну версії на територію Китаю.
Загалом, станом на листопад 2017 року існувала домовленість про показ фільму в різних форматах (кінопрокат, телебачення, чи VOD) для наступних країн: Китай, Індія, Франція, Південна Корея, Білорусь, Казахстан, Молдова, Киргизстан та Росія. Урешті ж, показ стрічки з російським дубляжем відбувся у 2017—2018 роках лише в кінотеатрах в Білорусі та Казахстані та на телебаченні у Росії.

##### Кінопрокат у Білорусі
Стрічка вийшла в прокат у Білорусі 30 жовтня 2017 року у 36 кінотеатрах 26 білоруських міст; локальна назва стрічки «біл. Вартавая застава». Практично одночасно з українською «Сторожовою заставою» 26 жовтня в білоруський широкий прокат вийшов російський фентезі-фільм «Останній богатир», знятий російською філією Walt Disney Pictures СНД, одними з протагоністів якого також були три руські богатирі Ілько, Олешко та Добриня. У Білорусі стрічка демонструвалася в кінотеатрах з російським дубляжем.

##### Кінопрокат у Казахстані
Стрічка вийшла в прокат у Казахстані 9 листопада 2017 року, локальна назва стрічки «каз. Кузет бекеті». У Казахстані стрічка демонструвалася в кінотеатрах з російським дубляжем.

#### Кінопрокат в Україні

##### Передпрем'єра рекламна кампанія в Україні

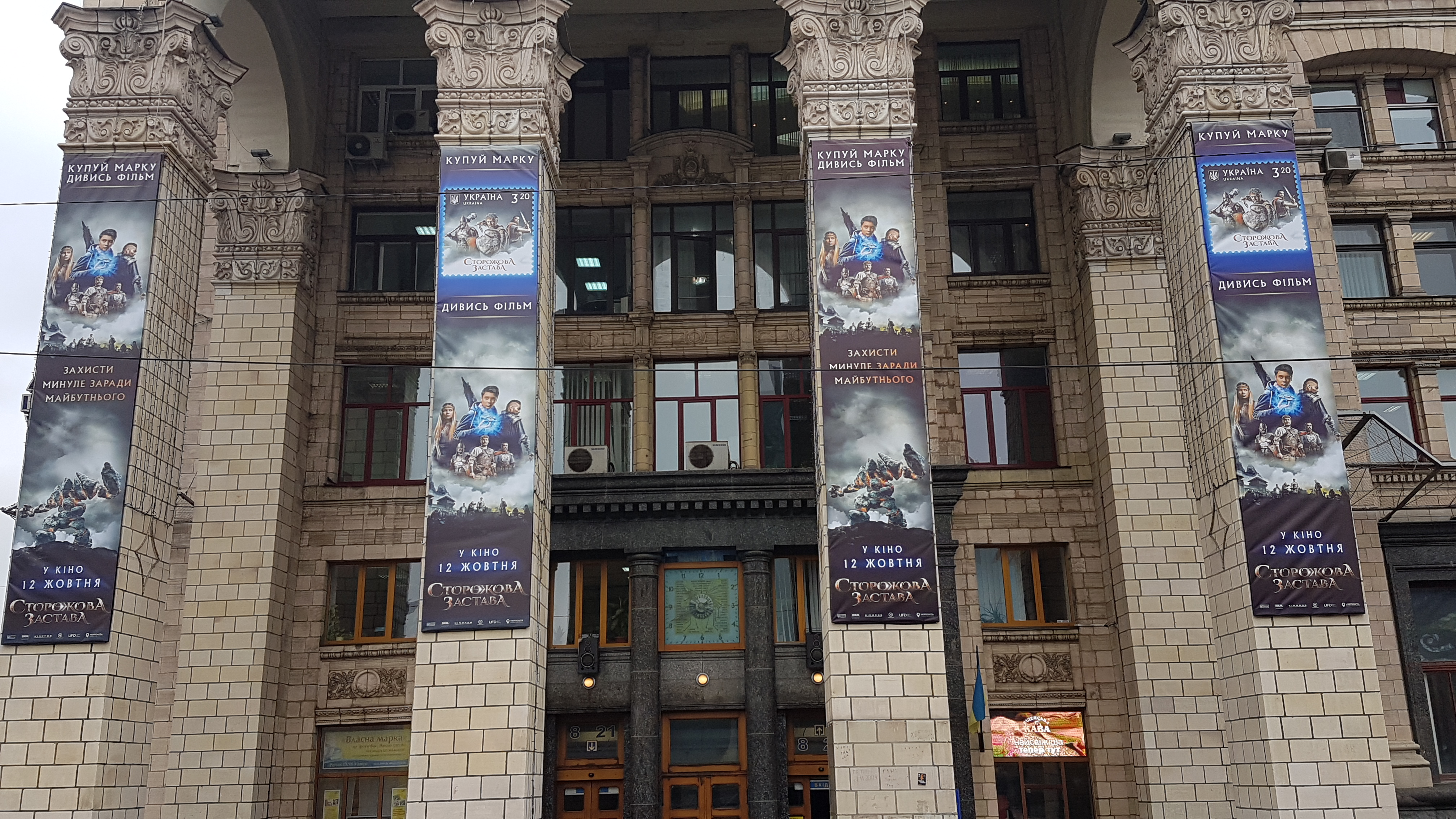
Рекламна кампанія фільму в Києві у жовтні 2017 року

29 березня 2016 року виробник стрічки компанія Film.ua провела презентацію «Сторожової застави» та прес-конференцію за участю творців і акторів, де було представлено тизер фільму, а також оголошено дату виходу та дистриб'ютора в Україні — компанію B&H. 9 січня 2017 року представлено перший офіційний трейлер фільму, а 16 серпня 2017 — другий.
У жовтні 2017 року рекламу Сторожової застави можна було побачити на бігбордах та в громадському транспорті, інтернеті та телеканалах. Так, на станції київського метрополітену «Золоті Ворота» 6 жовтня 2017 року було проведено масштабний рекламний флешмоб за участю акторів, які у лицарських обладунках, співаючи саундтрек фільму, пройшлися з мечами історичною станцією. Крім того, в рамках рекламної кампанії Укрпошта, як один зі спонсорів фільму, випустила у жовтні 2017 року 130 тисяч марок із зображенням сцен із фільму.

##### Кінопрокатна прем'єра в Україні
Спочатку прем'єра стрічки в Україні планувалася на 22 грудня 2016 і українським прокатом стрічки мала займатися компанія B&H. Згодом українську прем'єру стрічки перенесли на 12 жовтня 2017 року, а прокатник стрічки змінився з B&H на UFD.
Допрем'єрні покази стрічки вперше відбулися 10 жовтня 2017 року: спочатку пообіді у Києві на кіностудії FILM.UA у кінотеатрі «Правда» для представників українських ЗМІ, та згодом для всіх охочих ввечері того ж дня в київському кінотеатрі «Оскар». Наступного дня, 11 жовтня 2017 року, допрем'єрний показ стрічки також вібувся у Львові у львівському кінотеатрі «Планета Кіно». 13 жовтня 2017 року у київському кінотеатрі «Сінема Сіті» пройшла «богатирська» прем'єра фільму за участі усієї команди «Сторожової застави» та тогочасної першої леді України Марини Порошенко.
12 жовтня 2017 року стрічка вийшла у широкий український прокат,

### Реліз для домашнього відео, VOD та телебачення

#### Реліз на VOD-платформах
У грудні 2017 року стало відомо, що VOD права на показ «Сторожової застави» було продано для платформи Amazon Prime Video (фільм з'явився у грудні 2017 року на APV з англійськими субтитрами під назвою «The Stronghold»). До цього, на початку грудня 2017 року, фільм став доступний на VOD-платформах Megogo та iTunes з двома аудіодоріжками: україномовною оригінальною та дубляжем російською.

##### Скандал з релізом на Amazon Prime Video
Коли компанія Kinorob додала фільм для легального перегляду на Amazon Video 26 грудня 2017 року, компанія виклала фільм не з оригінальною українською доріжкою та англійськими субтитрами, а з російським дубляжем та англійськими субтитрами. Користувачі Amazon Video відразу поскаржилися на це у своїх коментарях до фільму і врешті через три дні компанія виправила це та оновила реліз, замінивши російський дубляж на оригінал українською з англійськими субтитрами 31 грудня 2017 року.

#### Реліз на телебаченні

##### Телепрем'єра в Росії
Телевізійна прем'єра кінопрокатної версії фільму тривалістю 111 хв. з дубляжем російською мовою відбулася 26 січня 2018 року на російському телеканалі «Пятница!» під локальною назвою стрічки «рос. Сторожевая застава». У Росії стрічка демонструвалася на телебаченні з російським дубляжем.

##### Телепрем'єра в Україні: кінопрокатна кіноверсія
Телевізійна прем'єра кінопрокатної версії фільму тривалістю 111 хв. з оригінальною україномовною аудіо-доріжкою відбулася 14 квітня 2018 року на Новому каналі. Телевізійна прем'єра кінопрокатної версії стрічки мала високі телерейтинги на Новому каналі у квітні 2018 року.

##### Телепрем'єра в Україні: 4-серійна міні-серіальна версія
Згодом, 24 серпня 2018 року, на Новому каналі також відбулася і теле-прем'єра розширеної «режисерської» 4-серійної міні-серіальної версії фільму загальною тривалістю 150 хв.

## Касові збори

### В Україні

#### Попередні дані перших вихідних прокату
За інформацією голови Держкіно України Пилипа Іллєнка та офіційної сторінки фільму у FB, фільм став рекордсменом за касовими зборами першого вікенду серед всіх українських кінострічок за всю історію українською кінематографу. За їхніми словами стрічка зібрала у перший вікенд ₴8,2 млн при 111 тисячах глядачів, перевершивши результати попереднього рекордсмена — комедії «DZIDZIO Контрабас», яка за перший вікенд зібрала ₴7,7 млн.
Згодом стало відомо, що «Сторожова застава» все-таки не перевершила результатів першого вікенду комедії «DZIDZIO Контрабас», оскільки цифра зборів у 8,2 млн гривень була створено штучно — шляхом додавання до результатів першого вікенду фільму, що вийшов у прокат 12 жовтня 2017 року, зборів у неробочий понеділок.

#### Офіційні остаточні дані прокату
Під час показу в Україні, що розпочався 12 жовтня 2017 року, протягом перших вихідних на фільм продано 85,3 тисячі квитків, він показаний на 209 екранах і зібрав ₴6,3 мільйона ($0,24 мільйона), що на той час дозволило зайняти 3-тє місце серед Топ-10 українського бокс-офісу.
Протягом других вихідних на фільм продано 55,9 тисячі квитків, він показаний на 216 екранах і зібрав ₴3,9 мільйона ($0.15 мільйона), що на той час дозволило зайняти 3-тє місце серед Топ-10 українського бокс-офісу.
Протягом третіх вихідних на фільм продано 32,9 тисячі квитків, він показаний на 157 екранах і зібрав ₴2,3 мільйона ($0,09 мільйона), що на той час дозволило зайняти 4-тє місце серед Топ-10 українського бокс-офісу.
Протягом четвертих вихідних на фільм продано 13,7 тисячі квитків, він показаний на 71 екрані і зібрав ₴0,96 мільйона ($0,04 мільйона), що на той час дозволило зайняти 7-ме місце серед Топ-10 українського бокс-офісу.
На п'ятих вихідних фільм не потрапив до українського Топ-10 бокс-офісу. Він показаний на 24 екранах і зібрав ₴262 тисячі ($9,9 тисячі), що на той час дозволило зайняти 11-те місце серед найкасовіших фільмів вікенду українського бокс-офісу.
Загалом фільм пробув в українському прокаті десять тижнів, і станом на кінець грудня 2017 року його переглянуло 274,5 тисячі глядачів, а загальні касові збори сягнули ₴19,05 мільйонів ($0,7 млн.).

### За кордоном
В Білорусі прокат стрічки розпочався 30 жовтня 2017 року. Станом на 27 листопада 2017 року, за 4 тижні білоруського кінопрокату, стрічка зібрала 39,6 тисяч білоруських рублів (~$19,7 тис.).
Згідно даних сервісу Box Office Mojo, загальні касові збори становлять - $2,74 млн.

## Відгуки

### Відгуки кінокритиків

Роман Луцький у ролі Олешка на майданчику фільму «Сторожова застава», 2015 рік

Українські кінокритики відгукнулися про стрічку стримано-схвально, але загалом відзначили «монументальність» фільму Ковальова для українського кінематографу; зокрема, як зазначив один з кінокритиків «Сторожової застави» — це «найкращий український фільм сучасності».
Письменник, сценарист та кінокритик часопису Детектор медіа Андрій Кокотюха, кінокритики телеканалу Espreso Лєна Чичеріна та інформагентства Укрінформ Наталя Орлянська, кіножурналу GeekJournal Тайлер Андерсон, онлайн-журналу Світ фентезі Артем Острожинський, онлайн-журналу Тексти Роман Кулик, та онлайн-видання pingvin.pro Віталій Побережний відзначили загалом посередній рівень гри переважної більшості акторського складу, однак виокремили гру кількох акторів, які вигідно вирізнялися з-поміж решти героїв: богатир Олешко (Роман Луцький), мати Росанки Маланка (Наталя Сумська) та мудрий дід Овсій (Георгій Дерев'янський). Навіть автор першоджерела фільму, роману «Сторожова застава» Володимир Рутківський назвав вибір на роль Олешка Романа Луцького дуже вдалим і зазначав у одному з інтерв'ю, що Луцький «ідеально „прожив“ свого персонажа». Також багатьом кінокритикам припав до душі гумор фільму; так Надія Сапіга (часопис ZIK) та Надія Заварова (онлайн-журнал cultprostir.ua) відзначили високу якість окремих «ґеґів», що гармонійно вписалися в сюжет стрічки. Кокотюха одним з найвизначніших досягнень фільму назвав те, що він зумів нарешті повернути Україні власний фольклор та його героїв, а саме руських богатирів Ілька Муровця, Олешка Поповича та Добриню Микитича, яких у свій час Росія «анексувала» з історії України. Побережний, серед основних плюсів фільму, відзначив вдало підібрані українські локації зйомок, які допомогли показати неймовірну красу української природи, що дозволило яскраво відчути «українськість тамтешньої флори». Більшість кінокритики також похвалили надзвичайно якісно зроблені візуальні ефекти фільму, проте кінокритик онлайн-журналу Moviegram Юрій Самусенко все ж назвав кількість CGI-ефектів у фільмі надмірним. Позитивно відгукнулися кінокритики і про масштабну та якісно зроблену рекламну кампанію, яка допомогла серйозно «підігріти» глядацький інтерес до стрічки.
Серед основних недоліків стрічки всі кінокритики відзначили слабкий сценарій, що значно поступається першоджерелу-роману Володимира Рутківського, який, як зазначила Чичеріна, створив значно складнішу, багаторівневу оповідь, де всі персонажі описані набагато глибше та складніше — вони не «чорно-білі» як у фільмі, а зі своїми унікальними сильними та слабкими сторонами. Андерсон, Орлянська та Чичеріна також зазначили, що стрічка вийшла більше дитячим фентезі для малих дітей та підлітків, аніж похмурим дорослим фентезі штибу кінотрилогії «Володарів перснів». Серед прикрих недоліків стрічки Самусенко та Заварова назвали переозвучення деяких діалогів поверх оригінальних, у зв'язку з постійними переписуваннями сюжету «на ходу»; як зазначила Заварова «є епізоди, де герої на майданчику говорять один одному зовсім не те, що в результаті записано під час озвучування, і це впадає в очі». Як підкреслила Заварова, режисеру та продюсерам стрічки в певний момент слід було зупинитися в своєму бажанні переробити, переписати, та поліпшити історію фільму, а якщо вони й вирішили кардинально змінити певний діалог — їм слід було перезняти всю сцену, а не просто її переозвучити так що губи акторів кажуть одне, а в колонки глядач чує зовсім інше. Ще одним прикрим недоліком стрічки, кінокритик інтернет-газети Zbruc.eu Ярослав Підгора-Гвяздовський назвав штучну, не розмовну, кальковану з російської мови українську мову діалогів фільму. Щодо операторської роботи Юрія Короля, то як зазначив Побережний, вона непогана, але неоднорідна: «деякі сцени у фільмі дуже насичені й захопливі, деякі непропорційні та криві».

### Невдоволення глядачів недостатнім зображенням України у стрічці
Низка кінокритиків та звичайних глядачів звернули увагу на недостатню кількість у фільмі епізодів, що робили б Україну більш «впізнаваною» у фільмі. Зокрема, деякі оглядачі розкритикували недостатню кількість епізодів які б просували ідею, що «Україна — нащадок Київської Русі», що «богатирі — українські герої», епізоди без яких іноземному глядачу (який не буде чути оригінальну українську мову акторів фільму через дубляж) буде дуже важко впізнати у фільмі Україну й у них, навпаки, може виникнути асоціація що фільм розповідає про Росію. Склалося доволі масове враження, що Держкіно дало гроші на фільм, автори якого позиціювали зображену уявну країну не Україною, а Росією з її традиційними «общерусскими» героями-богатирями та традиційними «нерусскими» загарбниками-половцями. А Юрій Винничук вважає, що автори спеціально схитрували, щоб за українські гроші зняти кіно для російського ринку: «Усі ці хитрі способи знімати фільми й вашим і нашим дуже яскраво проявилися у „Сторожовій заставі“. Від захопливого роману Володимира Рутківського там залишилися ріжки та ніжки.»

## Похідна продукція
23 серпня 2017 року видавництво А-БА-БА-ГА-ЛА-МА-ГА перевидало роман Сторожова застава зі спеціальною кінопалітуркою що використовувала зображення з офіційного постера фільму.

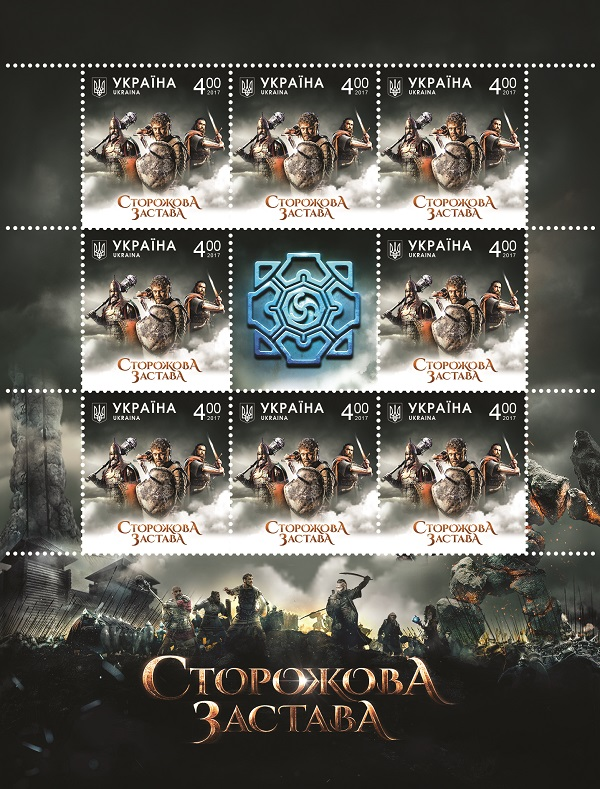
Поштова марка, випущена на честь запуску в прокат фільму.

10 жовтня 2017 року, до початку українського прокату фільму, Укрпошта випустила ювілейну поштову марку, на якій зображені три українські богатирі: Ілько, Олешко та Добриня. Тираж марки складає 130 тисяч екземплярів, а номінальна вартість — 4 гривні. До поштової марки також випущено конверт та картку для картмаксимуму з зображенням постера фільму.
24 жовтня 2017 року за мотивами фільму вийшла відеогра для мобільних пристроїв у жанрі баштового захисту — «Сторожова застава: оборона». Це перша українська гра за фільмом, в якій використана технологія доповненої реальності. Усі етапи розробки здійснила команда Signal Red. У грі «Сторожова застава: оборона» точно відтворено локальний історичний об'єкт Києва — Золоті Ворота.

## Нагороди та номінації
| Список нагород та номінацій                | Список нагород та номінацій | Список нагород та номінацій | Список нагород та номінацій | Список нагород та номінацій | Список нагород та номінацій |
| Кінофестиваль/Кінопремія                   | Рік                         | Категорія                   | Номінант(и)                 | Результат                   | Дж                          |
| ------------------------------------------ | --------------------------- | --------------------------- | --------------------------- | --------------------------- | --------------------------- |
| Премія «Золота дзиґа»                      | 20.04.2018                  | Премія глядацьких симпатій  | Сторожова застава           | Номінація                   | [ 100 ]                     |
| Чілдрен Кінофест                           | 2018                        | Гран-прі                    | Сторожова застава           | Перемога                    | [ 101 ] [ 102 ]             |
| Національна премія кінокритиків «Кіноколо» | 26.10.2018                  | Відкриття року              | Сторожова застава           | Номінація                   | [ 103 ]                     |